# 尾崎憲一
尾崎 憲一（おざき けんいち、1967年2月1日 - ）は日本の実業家。

## 概要
日本国内初の個人向けインターネットプロバイダ「ベッコアメ・インターネット」を設立
当時は高額な専用線を引ける企業や大学でしかインターネットを利用することができなかったものを個人向けの商品として開発したことは、日本のインターネットの歴史においても非常に重大な出来事となった。
現在のプロバイダーサービスの基本となった数々のサービスを開発・提供し続け、独立系プロバイダとしては国内最大手にまで拡大させた業界のオピニオンリーダー的存在。
- 日本初のインターネットサービス
  - 個人向け接続（ダイヤルアップ）
  - 料金固定制
  - ユーザ向けホームページサービス
  - ウェブメール
  - 無料アクセスカウンター

## 略歴
- 1967年（昭和42年）02月 - 千葉県松戸市生まれ
- 1990年（平成02年）03月 - 東京電機大学理工学部を卒業
- 1990年（平成02年）04月 - 株式会社東芝入社[1]
- 1994年（平成06年）06月 - インターネット接続サービス開始
- 1994年（平成06年）12月 - 株式会社ベッコアメ・インターネット設立、同社代表取締役就任
- 1997年（平成09年）12月  - ダンボネット・システムズ株式会社設立、同社代表取締役就任
- 2002年（平成14年）12月 - 株式会社マイアルバム設立、同社代表取締役就任
- 2016年（平成28年）11月 - 株式会社TRIPLE-1設立、同社取締役就任

## 動向
1998年以前　ランボルギーニの自動車を2台買ったが2台とも動かず、新しく買ったイタリア車も壊れたと語っている。
2008年10月4日の朝日新聞朝刊経済面に、1ページの半分を割く面積を使った富裕層の生活と節税を紹介する内容の記事において、東京湾岸の高層マンションでくつろぐ尾崎が写真とともに紹介された。
2008年11月、講談社発行のMOOK「セオリー」2008 Vol.6「お金の探求。」で、所有するマセラティやクルーザーの写真とともに、尾崎の生活や経営に対する考え方などが紹介される。

## 主な著書
- 『ベッコアメの奇跡』（廣済堂出版）
- 『インターネットビジネスは楽じゃない』（データハウス）